# Bucknell Ridge
Bucknell Ridge ist ein Gebirgskamm im Australischen Antarktis-Territorium. Er ragt unmittelbar oberhalb der Cranfield-Eisfälle auf und erstreckt sich mit ost-westlicher Ausrichtung entlang der Südflanke des Darwin-Gletschers nahe dessen Einmündung in das Ross-Schelfeis.
Die Mannschaft zur Erkundung des Darwin-Gletschers bei der Commonwealth Trans-Antarctic Expedition (1955–1958) benannte den Gebirgskamm nach dem Neuseeländer Ernest Selwyn Bucknell (1926–2001), einem Mitglied dieser Mannschaft.